# Schalchen (Górna Austria)
Schalchen – miejscowość i gmina w Austrii, w kraju związkowym Górna Austria, w powiecie Braunau am Inn. Liczy 3,8 tys.  mieszkańców.